# Legendre (cráter)
Legendre es un cráter de impacto que se encuentra cerca de la extremidad oriental de la Luna. Apenas al sudoeste aparece el cráter Adams, y al noroeste se hallan Palitzsch y el prominente Petavius.
|  |

El brocal de Legendre está desgastado y erosionado, con muchos pequeños cráteres en el borde y en los lados de la pared exterior. Un pequeño cráter se encuentra adosado en el exterior del borde sur. En el borde noreste se localiza un espacio estrecho que configura un valle que desemboca en el interior del cráter. Su suelo es relativamente plano, marcado por múltiples cráteres pequeños.

## Cráteres satélite
Por convención estos elementos son identificados en los mapas lunares poniendo la letra en el lado del punto medio del cráter que está más cerca de Legendre.
|          | \| Legendre \| Coordenadas \| Diámetro \| \| -------- \| ------------------------------- \| -------- \| \| D \| 31°36′S 75°09′E / -31.60, 75.15 \| 58 km \| \| E \| 33°52′S 78°34′E / -33.86, 78.57 \| 26 km \| \| F \| 33°40′S 76°07′E / -33.66, 76.12 \| 40 km \| \| G \| 32°14′S 73°55′E / -32.23, 73.92 \| 17 km \| \| H \| 32°26′S 78°10′E / -32.44, 78.17 \| 8 km \| \| J \| 30°38′S 74°06′E / -30.63, 74.10 \| 12 km \| \| K \| 29°47′S 72°13′E / -29.79, 72.21 \| 92 km \| \| L \| 28°07′S 73°30′E / -28.12, 73.50 \| 31 km \| \| M \| 28°10′S 71°37′E / -28.17, 71.61 \| 10 km \| \| N \| 27°28′S 70°30′E / -27.47, 70.50 \| 6 km \| \| P \| 27°19′S 69°17′E / -27.31, 69.28 \| 7 km \| |          |
| Legendre | Coordenadas | Diámetro |
| D        | 31°36′S 75°09′E / -31.60, 75.15 | 58 km    |
| E        | 33°52′S 78°34′E / -33.86, 78.57 | 26 km    |
| F        | 33°40′S 76°07′E / -33.66, 76.12 | 40 km    |
| G        | 32°14′S 73°55′E / -32.23, 73.92 | 17 km    |
| H        | 32°26′S 78°10′E / -32.44, 78.17 | 8 km     |
| J        | 30°38′S 74°06′E / -30.63, 74.10 | 12 km    |
| K        | 29°47′S 72°13′E / -29.79, 72.21 | 92 km    |
| L        | 28°07′S 73°30′E / -28.12, 73.50 | 31 km    |
| M        | 28°10′S 71°37′E / -28.17, 71.61 | 10 km    |
| N        | 27°28′S 70°30′E / -27.47, 70.50 | 6 km     |
| P        | 27°19′S 69°17′E / -27.31, 69.28 | 7 km     |